# 人生幸朗・生恵幸子
人生 幸朗・生恵 幸子（じんせい こうろう・いくえ さちこ）は、日本の夫婦漫才コンビ。昭和後期（戦後）に大阪を拠点に活動した。
夫の幸朗が歌謡曲や世相などにとんちんかんな難癖をつけ、「責任者出てこい!」の決めゼリフを吐く「ぼやき漫才」で、テレビ・ラジオを通じ、関西のみならず全国的に認知された。

## コンビ略歴
それぞれのメンバーが別のコンビで活動したのち、1954年に結成。1963年以降吉本興業に所属し、同社の劇場を拠点とした。寄席出演のかたわら、草創期の在阪民放テレビ局の演芸番組に頻繁に出演するようになる。当初は都家文雄直伝の社会・世相・時事を扱ったぼやきに徹したが、2人は漫才作家の用意した台本を覚えるのが早くても15日はかかったため、ネタが古臭くなるのを避けて、流行歌にぼやくスタイルに変わったという。
幸子が病気療養中の1973年ごろ、幸朗がKTVの深夜番組『ナイトパンチ』にピンでレギュラー出演。これを機に若者層に認知され、幸子復帰後のコンビが全世代的に浸透する。1978年、「関西大衆芸術家友好訪中団」の一員として中国で口演。1982年の幸朗の急死直前まで活動した。1980年には澤田隆治の企画により東京の国立劇場演芸場に出演し、関東でも評価された。
各地の刑務所をノーギャラで慰問することをライフワークとした。慰問活動の期間は1953年頃から27年間におよび、法務大臣賞を受賞するに至った。

### 受賞歴
- 1974年 上方漫才大賞奨励賞[1]
- 1977年 上方お笑い大賞[1]
- 1978年 大阪市民表彰

### 弟子
- 園みち子

## メンバー
- 人生 幸朗（じんせい こうろう、1907年11月2日[1] - 1982年3月4日[1]）

夫。ボケ担当。本名：比田 孝三郎（ひだ こうざぶろう）。
20歳で旅芝居一座に加わる。24歳の時に漫才師の荒川芳丸に入門し荒川芳蔵を名乗る。その後都家文雄門下に移り「都家文蔵」に改名、師匠のボヤキ芸を継承する。1940年に吉本興業に最初の入社。第二次世界大戦中は高田田鶴子と組み、満州などを巡業（幸朗本人の語るところによると、婚姻状態にあった）。その後出征。復員したところ、相方の田鶴子が師匠の文雄と共同生活を送っていたため、怒りにまかせて一門から抜け、「大海に向けて船出しよう」という願いから人生航路に改名。
1947年に千土地興行に移籍。この頃、相方を幾度も変えた。1954年より相方を庭野千草（のちの生恵幸子）に替え、同年結婚。翌1955年に「人生幸朗」に改名。またこの頃より、関西芸能親和会長を歴任。
弱視のため、牛乳瓶の底のような分厚い眼鏡が手放せず、トレードマークとなった。飛田遊廓に行った際、店の女性を幸子と間違えて「こんなところで何してんねん」と殴りかかろうとしたり、眼鏡を忘れたまま仲間の芸人と寿司を取った時、大皿に模様として描かれた伊勢海老を本物と勘違いし「取れへん!」と叫びながら箸でつまもうとしたりしたエピソードが残っている。
楽屋に大量のコロッケを差し入れる、数十万円単位の借金の無心を断らないなど面倒見が良かったため、後輩芸人や裏方から慕われた。「人生さん」「人生の師匠」と、珍しく亭号で呼ばれた。その反面、中田カウス・ボタン、月亭八方らのいたずらの格好の標的になった。飛行機で就寝中に備品の毛布を鞄の中に放り込まれ、深夜に航空会社を騙って電話を掛けられたり、楽屋で昼寝中に、眼鏡のレンズを赤いマジックインキで塗り潰され、耳元で「火事や!」と叫ばれて、パニックに陥る姿を面白がられたりしていた。
劇場のトリ出番を任され、芸界の用語として「幹部」と呼ばれていたことから、吉本興業の役員に支給される社章（本来は真鍮製）を純金で独自に作成し、着用していた。
還暦を過ぎてなお、複数の愛人を抱えていた（幸子談）ほか、会社から低利で前借りしたギャラをそのまま銀行に持ち込んで定期預金し、利ザヤを稼ぐ吝嗇家の一面もあったという（桂米朝談）。
1982年2月に枚岡神社の節分会にゲスト出演した際に風邪を引き、こじらせたことで急性肺炎にかかり、同年3月4日没する。享年74。法名は、人生院釋幸朗。追悼特番では、入院先の大阪赤十字病院の旧病棟（病舎）に芸人数名が見舞に訪れるシーンが放送された。
なお、幸朗は浄土真宗の門徒ではあるが、墓は高野山宝亀院に五輪塔で建てられ、幸子と共に葬られている。
- 生恵 幸子（いくえ さちこ、1923年9月25日[6] - 2007年2月5日[6]）

妻。ツッコミ担当。本名：赤田 松子（あかだ まつこ）。
大阪市出身。尋常小学校卒業後、叔母と漫才コンビを組む。その後「庭野千草」と改名し、夫の北斗七星とコンビを組んでいたが、1952年に七星が死去。2年後、幸朗とコンビを組み、同時に幸朗と再婚した。
弱視のため舞台の段差が見えない幸朗の手を引くなど、夫を陰に陽に支えていた。なお、病弱なため数度、長期にわたり舞台を休んでいる。
夫・幸朗の死後はテレビのコメンテーターのかたわら、西川きよしらと慰問漫才を行ったり、太平サブローが扮する幸朗（後述）と余興で組んだこともあったが、幸朗の思い出を語るような仕事以外を遠ざけ、メディアへの露出も減っていった。
2002年以降は脳出血で病臥を余儀なくされ、2007年2月5日に大阪市内の病院で死去。享年83。法名は、福徳院釋尼幸恵。

## 芸風・ギャグ
口演では「ぼやき講座」という演題を採用することが多かった。幸朗がひたすら直立不動でしゃべり、幸子が合間に甲高い声で威勢のよいツッコミを入れた。冒頭と終わりで幸朗が丁寧な挨拶を行い、現代の一般的なしゃべくり漫才とは趣を異にする間と雰囲気を持っていた。
幸朗はしゃべくりに熱が入ってくると顔を真っ赤にし、肩をいからせて手を振りあげ、口角泡を飛ばす勢いでがなりたてた。幸子は、そんな幸朗を尻目に独特の甲高い声で調子の外れた流行歌を歌い、アクの強い夫に負けぬ存在感を示した。

### 進行例

#### 開口の挨拶
- 冒頭で幸朗が「浜の真砂は尽きるとも、世にボヤキの種はつきまじ」と石川五右衛門の辞世の句をもじる。幸子がすかさず「キザなこと言うな、このハナクソ!」と突っ込む。続いて幸朗が「わたしのこと、みなボヤキやあ、ボヤキやあ言うてねえ」と言うと、幸子が「当たり前や。誰かて言わはるわ。ボケ!」と返す。
幸朗が「しかし、みなさん、これは私がボヤくのやのうて、今の世の中が私をボヤかしまんねん」といい、「まぁ皆さん、聞いてください」と聴衆に語りかけ、世相・ニュースを斬り始める。

#### 世相
- 幸朗「電車の線路のそばに住んでて、警報機の鐘、あのカンカンカンというのがうるそうて寝られん言うて、警報機の線を切った奴がおる。そんなもん切ってどないすんねん。あの警報機の音で近所の住人の安全が守られとる。あのカンカンカンという音を聞いて、ああ空襲やなと思うんやないか」
幸子「なにー? あほか」
- 幸朗「満員のバスで、子供が前に飛び出したから、運転手急ブレーキかけよった」
幸子「まあ。危ないやないの」
幸朗「幸い子供は無事やったんやけど、急ブレーキやったもんやさかい、吊り革持たんとボーっと立っとったオッサン、仰向けにひっくり返って、そのこける格好がおかしいと乗客大笑い、誰も手ェ貸してくれよらん!」
幸子「え～っ!! そんならアンタもわろとったん?」
幸朗「じゃかましいわい!! いやしくもワシは正義の味方や、そんなこと見て黙っとれるかい!」
幸子「まあ。えらいやないの。助けたげたンか」
幸朗「黙れ～!!! 話は最後まで聞け!!」
幸子「何やねん一体!!」
幸朗「助けたくても助けられるかい!!」
幸子「なんで!?」
幸朗「こけたン、ワシじゃ!!」
幸子「アホか!!」
- 流行に敏感な幸朗は仮面ライダーの「変身!!」を叫んだり、間寛平のギャグを入れることもあった。
- 幸朗が熱っぽく田中角栄の金権政治などを批判すると、観客の盛大な拍手をうけた。このとき幸子は冷淡に「あ～あ。デボチン（大阪弁で額のこと）に汗かいてェ」とツッコむ。

#### 流行歌
幸朗・幸子は世相のみならず、流行歌の歌詞やタイトルにケチをつけ「歌謡漫才」の要素を加味したことで、広く知られることとなった。このため「幸朗・幸子にこき下ろされれば、歌手として一人前」という風潮さえあったという。
- 幸子が流行歌（森昌子「せんせい」、水前寺清子「いつでも君は」など）を聴くに堪えぬ金切声でひとしきり歌い（歌の最中にも幸朗は細かいツッコミを入れる）、歌い終わる頃に幸朗が「止まれ～! ストップ!」と号令を出し歌を終わらせ、「善良なお客さんを前にして、何という耳障りな歌を歌いよるかァ! ……愚かなる女め」とやり込める。幸子が負けずに「○○の○○という歌やで!」と言い返す。すると幸朗は「そんなもン、言わいでもわかってるわい」と口答えするので、幸子が「ホナ、ごちゃごちゃ言うなこのヨダレクリ（またはウズラ）!」と幸朗をやり込める。
そして幸朗が「このごろ、わけの分からん歌が多すぎる!」と言うと、幸子は「そら! お客はん始まりましたでえ!」または「ぼつぼつ歌の方に回ってまっせ!」と煽り、ネタに入る。
幸朗は流行歌の歌詞（完全な引用ではなく、幸朗のしゃべくりのテンポのため微妙に変化している）を次々と槍玉に上げ、ひとりでぼやき続ける。

- 浅田美代子「虹の架け橋」
「さわやかな私の朝を あなたにあげよう」→「なんぼ自分の名前がアサ田でも、朝はおまえだけのもんやないぞォッ」[8]
- あのねのね「ネコ・ニャンニャンニャン」
「猫ニャンニャンニャン 犬ワンワンワン 蛙もアヒルもガーガーガー」→「どついたろか馬鹿モノ!! もっと責任ある歌歌え!!」
- 天地真理「若葉のささやき」
「若葉が街に急に萌（も）えだした」→「若葉が燃えるか! あんなもン燃えてみィ。消防署のオッサン忙しいてどもならん!」
- 五木ひろし「愛の始発」
「川は流れる 橋の下」→「当たり前や。橋の上流れとったら水害やがな」
- 五木ひろし「ふるさと」
「祭りも近いと汽笛は呼ぶが」→「汽笛が物言いまっか。汽笛が物言うてみ、駅の近くの人ら、やかまして夜寝られへんがな」
「洗いざらしのジーパン一つ」→「ジーパン一つでうろうろすなよ!」
- 五輪真弓「約束」
「一所懸命育てた鳥でさえ 窓を開けたら飛んでいく」→「当たり前やないか。鳥かて羽があんねん、飛んでいくよ。飛んで嫌なら金魚飼うとけ!」
- 井上陽水「東へ西へ」
「昼寝をすれば夜中に 眠れないのはどういうわけだ」→「当たり前やないか! そんなら昼寝すな!」
- 井上陽水「夢の中へ」
「探し物は何ですか」→「ほっとけ!!」
「見つけにくいものですか」→「知るか、そんなもん!!」
「それより僕と踊りませんか?」→「馬鹿にすなぁ!」「誰が踊るか!!」
「まだまだ探す気ですか、踊りましょう」→「どつき回すぞ!!」
- 上田正樹「俺の借金全部でなんぼや」
「俺の借金全部でなんぼや」→「そんなもん自分で数えんかいっ!!」
- 沖田浩之「E気持」
「A・B・C、A・B・C あー E気持」→「（間髪入れずに即ギレして）馬鹿者ぉ!!」
- 研ナオコ「かもめはかもめ」
「当たり前や! そんなもん楽団使うてたいそうに言うな!」
- 西郷輝彦「海はふりむかない」
「当たり前や! ほんなもん海が振り向いてみぃ、船ぇ元の港へ逆戻りじゃ!」
- 桜田淳子「気まぐれヴィーナス」
「去年のトマトは青くて固かったわ だけどいかが もう今年は赤いでしょう」→「どついたろか馬鹿モノ! トマトってもんは1年せな赤うなりまへんか? そんなもん早う腐ってもうとるわ! それ知らんと食べて腹こわしたらどないすんねん」
- キャンディーズ「年下の男の子」 　　「忘れん坊で、我がままで、意地悪だけど、好き」 　 「あほか！一つもええとこないやないかいっ！そない男好きになってどないすんねん！！」
- 千昌夫「アケミという名で十八で」
「アケミ言うたら皆18かい!! うちの近所のアケミは68や!!」
- 竹内まりや「不思議なピーチパイ」
「ときめくハートがその証拠 人生が今キラキラと近づいてくる」→幸朗「何ぬかしとんねん。なんでワシがお前に近づいていかなあかん! 馬鹿にすなぁ!」幸子「人生が違うの! あほか!」
- 千賀かほる「真夜中のギター」
「そっとしときよ みんな孤独でつらい 黙って夜明けまで ギターを奏こうよ」→「近所迷惑やがな! 夜明けまでギター奏いとったら『やかましわ! 静かにせんかい!!』って怒鳴りに来るで!!」
- 並木路子「リンゴの唄」[9]
「リンゴは何にも言わないけれど リンゴの気持ちはよく分かる」→「リンゴが物言うか! リンゴが物言うたら果物屋のおっさんがうるそうてかなわんやないか」
- 西田佐知子「神戸で死ねたら」
「どこでなと死んでこいッ、神戸は死にやすいんかい。わざわざ死ぬとこまで相談すな」[8]
- 細川たかし「心のこり」
「私バカよね おバカさんよね」→「己を知っとる（と細川を褒めるも幸子がツッコミを入れる）」
- 堀内孝雄「君のひとみは10000ボルト」
「人間の目ン玉電気か! 私この歳なるまで目の玉に電気代払うたことないわ」
- 松本ちえこ「恋人試験」
「私の一番かわいい所（とこ）どこですか?」→「己で勝手に探さんかい」
- 松山千春「残照」
「西の空が溜息ついた」→「西の空溜息ついてみい! 九州の人、やかまして夜寝られへんがな!
- 松山千春「窓」
「小さい部屋の窓から見える 空の青さはわかるけど 空の広さがわからない」→「当たり前やがな! お前何考えて生きてんねん! 長生きせえよ! お前やろ、デパートのエスカレーターの階段の数かぞえて一日日暮らしてるんは」
- 都はるみ「おんなの海峡」
「波よ教えておくれ 私の明日はどこにある」→「長生きせえよ。波が物言うか!」
- 山口百恵「イミテイション・ゴールド」
「声が違う 年が違う 夢が違う ほくろが違う… ごめんね 去年の人とまた比べている」→「毎年男変えとんのか! はっきりせえよ、はっきり!!」
- 和田アキ子「私は歩いている」
「わしも歩いとるやないか」[8]
- 似た歌詞の曲を連続でネタにするもの、あるいはフレーズが共通しているもの
  - 伊東ゆかり「小指の想い出」・西城秀樹「ブーメランストリート」
「あなたが噛んだ小指が痛い」→「誰が噛んでも痛いわ!」
「カリッと音がするほど小指を噛んで 痛いでしょう 痛いでしょう」→「当たり前やないか! 誰でも小指噛んだら痛いわ!」
  - 井上順之「昨日・今日・明日」・梓みちよ「もう来ない明日」
「昨日なら昨日、今日なら今日とはっきりさせェッ」「ほな今日ばっかりかい。月給はいつもらえんねン」[8]
  - 西城秀樹「白い教会」・近藤真彦「ブルージーンズメモリー」
「涙なんているもんか バカヤロー!!!」または「さよならなんて、言えないよ。バカヤロー!!!」→「ワテが言いたいセリフやないかい、バカヤロー!!!」
- 幸朗はすべての歌をこき下ろしたわけではなく、時折、「この歌はよかった! みなさん! こういう歌を聞かなあかん」と激賞していた。例えばちあきなおみ「喝采」、五木ひろし「夜空」などである。
- 幸朗の歌に対するボヤキが最高潮に達した時、幸朗は「責任者出てこい!」と絶叫する[9]。幸子が「出てきたらどないすンのン[6]」とたずねると、幸朗は「謝ったらしまいや!」とうそぶく[2]。ここで幸子が「アホ! いつまでぼやいてんねや、この泥亀!」と一喝する[6][10]（「泥亀」の代わりに「鼻クソ[8][10]」「このヨダレくり[10]」となじることもあった。また、「人が黙って聞いとったら、いつまでいちびってんの。ほんまに～!」などのバリエーションがある）。すると幸朗は意気消沈して「かあちゃん堪忍![2]」と謝る。幸子が「何がかあちゃんや!」とふてくされると、幸朗は「ごめんちゃい!」と言い（両手を頭の上に持っていき、股を開くポーズをとって「なんちゃって」と言うパターンもあった[10]）、幸子が「いちびるな[10]」とたしなめて一段落する。

#### 締めの挨拶
- 幸朗が「わがまま勝手なことばかり申し上げまして（ここで幸子が「わかってンのンかいな」と口を挟む）、お叱りの言葉もございましょうが、これは私の本心ではなく、相方生恵幸子の書いた筋書きでございます」と客席に語りかけると、幸子は「嘘つけー、自分勝手にしゃっべてるんやないかぁ」と怒る。幸朗「笑いこそ健康の栄養素! 凝りと疲労の回復剤!」と効能をうたい、幸子が「なンや薬屋のオッサンみたいなこと言うてんねエ」とツッコむ。最後に幸朗が「笑え。笑え。笑う門には福来る。皆様のご健康とご発展とを、はるかメキシコの空より（幸子：どこがメキシコやの）、心よりお祈り申し上げ、ボヤキ講座予定終了でございます」と締め、一礼して舞台を去る。
幸朗の挨拶は持ち時間により様々で、「これひたすら、わたくし一人の人徳の致すところ……」と言う場合や、「わがまま好き勝手をしゃべって参りました。こんなおもろない漫才聞きとうないわ～い! というお叱りの言葉もなく、ご静聴賜りまして誠にありがとうございました」と言って去るパターンもあった。

## エピソード
- 芸人仲間の松鶴家光晴・浮世亭夢若の夢若が事業の失敗で不慮の死を遂げた際、「芸人は芸に精進しなあきまへん、事業なんかに手出したらロクなことありまへん」と幸朗はぼやいた。ただし新聞紙上で夢若の死は自殺だったと報道されたことに対して「彼は自殺やおまへん」と擁護し続けた。
- 幸子の「泥亀!」の罵声は、持ち時間終了1分前を幸朗に知らせる手段であったと言われる。番組収録の際、ADが客席の最前列で「終了何秒前」などと持ち時間を示すペーパーを出すが、弱視のため、この表示が舞台上から読めない幸朗のために、幸子が客に気付かれぬよう時を知らせるフレーズとして用いたとされる。幸子は時折ストレートに「いつまでしゃべってンの。もう時間やし!」と言う場合もあった。また、「泥亀!」と叫んだ幸子に対し、幸朗が「泥亀て何や!」と苦笑すると、幸子「泥亀やないの。天王寺（四天王寺のこと）境内に行ってみ、亀の池にようけいまっせ」とやりこめる時もあった。
- 流行歌をネタにすることで、歌手や歌のファンから非難される場合もあったが、漫才に採り上げられるほど有名になったと喜んだ者も少なくなかった。堀内孝雄は『君のひとみは10000ボルト』がネタにされた際に「俺達もこれでメジャーになった」と非常に嬉しがったという（関西テレビ『さんまのまんま』でのトークによる[信頼性要検証]）
上田正樹は代表作の「俺の借金全部でなんぼや」を幸朗のぼやきのネタにされたことに怒るどころか「人生幸朗師匠にボヤかれたことは誇りやと思います」と述べた。
その一方、山口百恵をネタにした際には、心無いファンから剃刀入りの封筒が送りつけられた。幸朗は「山口百恵の歌ボヤくのやめよか?」とおびえたが、幸子は「こんな手紙ぐらい何じゃい」と意に介さなかった[2]。
- 阿久悠は、ピンク・レディーの『透明人間』を作詞した際、「透明人間現る」という歌詞を幸朗に「姿の見えん透明人間が現れるわけないやないか!」と突っ込まれることを見越して、サビの部分に“ツッコミ”的な歌詞（「現れないのが透明人間です」）を取り入れたと語っている（そのせいか、『透明人間』をネタにされることはなかったらしい）。
- 大器晩成型だっただけに、芸に関しては人一倍厳しかった。年長もあって、なんば花月ではトリを任されることが多かったが、ある日モタレ（トリのひとつ前）に出た人気絶頂の横山やすし・西川きよしが1時間近く客を沸かせた際には、尋常ならざる形相でトリに上がり、これも1時間ぼやきまくって客を爆笑の渦に巻き込んだ。幸子も体調の悪さを押して、腕が震えるのを堪えて最後まで付き合った。
幸朗はやすきよには特に期待をかけていた。ある日、舞台終わりにきよしを法善寺横丁の洋食屋に誘い、そこで「君らの漫才は所狭しと動き回るさかい、次の出番のワシらホコリ舞ってよう出来へんわ。もっとしっかりしゃべくり勉強しいや」とボソッと言った。
- ものまね芸で知られる大平サブロー（太平サブロー）は、幸朗をレパートリーにしている。『上方お笑い大賞』授賞式典で幸朗に扮し、人生幸朗10回忌追悼『復活! 人生幸朗・生恵幸子ボヤキ漫才』を披露した際は、相方の幸子が「お父ちゃんが帰ってきたみたいや」と感激し落涙するほどの出来栄えで、以降サブローと幸子は親交を持つようになった。
その後吉本興業から発売された声の出るキーホルダーや、生前の映像を使用した和歌山マリーナシティのテレビCM（1994年）では、幸朗の声をサブローが吹き替えている。また一度だけ、サブロー演じる幸朗と幸子のテレビCMが製作された。
- ぼやきを看板にしているわけではないが、大木こだま・ひびきが、幸朗・幸子と似たようなパターンのネタを展開することがある。
（ひびき）「いやぁ忙しくて猫の手も借りたいですわ」（こだま）「猫に手はあらへん、アレは前足や!」
（ひびき）「恥ずかしくて顔から火が出ました」（こだま）「顔から火なんてどないして出すねん! 見たことないわ、見せてみい!!」
など。
- ダウンタウンの松本人志は『ダウンタウンのごっつええ感じ』の「ご存知!ハマダ芸能社物語」で幸朗をモデルにしたキャラ「松本人生」を演じた。相方の幸子をモデルにしたキャラはYOUが演じた。

## レコード
- 「幸朗・幸子のぼやき教室」（1973年、テイチク）
Ａ面、Ｂ面を通して、漫才を収録（4分46秒／4分56秒）。ジャケットは見開きで、漫才の言葉起こしを転載。
- 「人生ぼやき節」（1977年、テイチク）
芸能生活50周年を記念して作られた。幸子が金切声で歌い、合間に幸朗が歌詞をけなすというスタイル。

## 評伝
- 芸人女房伝（島崎恭子 集英社文庫、1988年）
- 惜別 お笑い人（相羽秋夫 東方出版、2001年）
- オモロイやつら（竹本浩三 文春新書、2002年）